# Batrachoides goldmani
Batrachoides goldmani es una especie de pez del género Batrachoides, familia Batrachoididae. Fue descrita científicamente por Evermann & Goldsborough en 1902.
Se distribuye por América Central: en Guatemala, también en la cuenca del río Usumacinta en los estados de Chiapas y Tabasco, México. La longitud estándar (SL) es de 21,6 centímetros. Especie demersal que habita en aguas dulces.
Está clasificada como una especie marina inofensiva para el ser humano.